# Ніколаєнко Олександра Вікторівна
Олекса́ндра Вíкторівна Нікола́єнко-Раффін (3 липня 1981, Будапешт, Угорщина) — українська топ-модель, телеведуча та акторка. Володарка титулів Міс Одеса-2001, Міс Україна — Південь-2001, переможниця національного XI конкурсу краси Міс Україна-2001. Фіналістка конкурсів Міс Світ-2001, Міс американська мрія-2001, «Міс туризм інтернешнл-2002». Засновниця конкурсу краси Міс Україна — Всесвіт.

## Біографія
Народилася в Будапешті у родині військовослужбця (мати — економіст). Закінчила Одеську національну юридичну академію, факультет цивільного права і підприємництва й Одеську державну академію харчових технологій, інженерно-економічний факультет.

### Кар'єра моделі
У модельний бізнес Одеси Олександра прийшла у 15 років, а вже через рік завоювала перший титул за сприяння агентства «Саврокс-Моделс», яке закінчила «на відмінно». Свій перший титул — «Міс Одеса» — Олександра Ніколаєнко завоювала в 16 років, а у 18 вже стала «Міс Україна-2001». На конкурсі «Міс Світ-2001» увійшла до десятки фіналісток. За контрактом брала участь в американських конкурсах краси, на одному з яких познайомилася з Дональдом Трампом. Відчувши в дівчині ділову хватку, він посприяв її призначенню офіційним представником конкурсу «Міс Всесвіт» в Україні, а згодом — президентом конкурсу «Міс Україна-Всесвіт», який вона продала у березні 2016 р.
Титули: «Віце-міс „Теленеделя“—1997», «Міс „Академія“-2000», «Міс туризм Європа-2000», «Перша віце-міс туризм Планета-2000», «Міс Одеса-2001», «Міс студентства Одеси-2001», «Міс Україна-Південь-2001», «Міс Україна-2001», «Міс американська мрія-2001», одна з десяти найвродливіших дівчат конкурсу «Міс Світу-2001», «Міс туризм інтернешнл-2002». Стала лауреатом муніципальної акції «Одесит року-2000» у відповідній номінації студентства одещини.
Була визнана «Найкращим молодіжним журналістом» за передачу «Шанс. Model.ua» і нагороджена «Золотим пером». Стала володаркою міжнародної нагороди «Лаври слави», заснованої в Оксфорді Міжнародною корпорацією соціального партнерства.

### Акторська кар'єра
Кіно: знялася у фільмі «Я тебе люблю», новорічних мюзиклах «Попелюшка» та «Снігова королева».
Телебачення: ведуча «Погоди» і проєкту «Шанс. Model.ua» на каналі «Інтер».

## Скандал із Рудьковським
Директор конкурсу Міс Україна Всесвіт Олександра Ніколаєнко заявила, що жодного романтичного вікенду в Парижі з екс-міністром транспорту Рудьковським у неї не було.
«Того дня, дев'ятого червня, коли я нібито літала з ним у Париж, я була в Києві на світській вечірці. Прикро, що в нас у країні ситуація в політиці складається саме так. Я без жодних образ, розумію, що це боротьба за владу. Але я б хотіла побажати деяким політикам вирішувати свої чоловічі питання без участі жінок», — сказала Ніколаєнко

## Скандал із Медведчуком
Щодо конкурсу Міс Всесвіт в Еквадорі — Олександра Ніколаєнко заявила, що ніяких листів від адміністрації глави держави щодо сприяння перемозі у конкурсі краси вона не брала. "Я була шокована, коли дізналася про це. Як можна говорити такі речі, які абсолютно нічим не доведені?  До мене можуть по-різному ставитися… За політичними мотивами… Але, гадаю, коли Віктор Володимирович дізнався, що йому приписують, він просто покрутив пальцем біля скроні. Його пресслужба вже заявила, що Медведчук має таке саме відношення до поїздки Ніколаєнко до Еквадору, як і до призначення Кондолізи Райс.", — сказала газеті «Бульвар Гордона» Ніколаєнко.

## Скандал із Матяшем
Почесний президент Національного комітету «Міс Україна» Сергій Матяш заявив, що деякі люди з оточення Ніколаєнко розглядають її як товар, але цей товар не дуже хорошої якості. Велика голова, «слонячі» ніжки, товсті щиколотки… Виявляється, на торішній конкурс «Міс Всесвіт 2004» українська учасниця Олександра Ніколаєнко вирушила не тому, що заслужила, а тому, що їй склав протекцію Віктор Медведчук. До речі, на конкурсі Міс Всесвіт 2004 Олександра не потрапила до фіналу.

## Одруження
Українська модель, телевізійна ведуча і директорка конкурсу «Міс Всесвіт Україна» Олександра Ніколаєнко одружена з 89—річним американським мільярдером Філом Раффіним, другом і бізнес-партнером Дональда Трампа.
Їх весілля відбулось у 2008 році. «Спочатку ми думали зробити все скромно, але потім вирішили, що одруження має бути шикарним і по-справжньому урочистим», — розповіла Ніколаєнко.
Філ Раффін, який є власником нерухомості, казино в Лас-Вегасі і Канзасі, неодноразово робив пропозицію Ніколаєнко, але вона довго роздумувала, хоча їх відносини тривали вже не один рік. Весільну сукню нареченій шив відомий американський дизайнер Майкл Корс. На весіллі виступали Петро Чорний, Селін Діон і Джастін Тімберлейк. Статки Філа оцінюються в $1,6 млрд. У нього є троє дітей, а також онуки.
У подружжя двоє дітей: Річард Вільям Руффін (народився у квітні 2010 р.) та дочка Малена (народилась 2013 р.).